# Alopecosa pictilis
Alopecosa pictilis là một loài nhện trong họ Lycosidae.
Loài này thuộc chi Alopecosa. Alopecosa pictilis được James Henry Emerton miêu tả năm 1885.